# Колебошин, Сергей Валерьевич
Сергей Валерьевич Колебошин (укр. Сергій Валерійович Колебошин; род. 22 ноября 1977, Одесса) — украинский государственный служащий, политик.
Народный депутат Украины IX созыва.

## Биография
Он окончил Одесский национальный университет имени И. И. Мечникова (специальность «Физика»). Свободно владеет английским языком.
Учитель физики. Работал лаборантом в кабинете физики (1999—2000), преподавал в Ришельевском лицее Одессы (2000—2009).
Колебошин долгое время был директором Овидиопольского УВК «ООШ I—III ступеней» (2009—2017).
С 2017 по 2019 год — заместитель председателя Одесской областной государственной администрации по гуманитарным вопросам.

## Политическая деятельность
В 2006 году — кандидат в депутаты Одесского облсовета от Блока «Наша Украина». С 2015 по 2019 год — депутат Овидиопольского районного совета от Аграрной партии.
Кандидат в народные депутаты от партии «Слуга народа» на парламентских выборах 2019 года (избирательный округ № 140, территория Беляевской городской объединенной территориальной громады, города Теплодар, Черноморск, Овидиопольский район, часть Беляевского района). На время выборов: заместитель председателя Одесской облгосадминистрации, беспартийный. Проживает в пгт Овидиополь Одесской области.
Заместитель председателя Комитета Верховной Рады по вопросам образования, науки и инноваций.
Председатель Одесской областной организации партии «Слуга народа».